# Marco Wittmann
Marco Wittmann (Fürth, 24 novembre 1989) è un pilota automobilistico tedesco, dalla stagione 2013 impegnato alla Deutsche Tourenwagen Masters come pilota della BMW, dove ne diventa campione nel 2014 e nel 2016.

## Carriera

### Gli inizi in monoposto
Nel 1996 Wittmann all'età di sei anni inizia a correre in karting, nel 2004 ottiene il suo miglior successo, vince il campionato tedesco Junior Kart. Nel 2007 esordisce in monoposto nella Formula BMW tedesca, fin da subito si dimostra competitivo vincendo due gare nella sua stagione d'esordio e chiude quinto in classifica generale. Wittmann nel 2008 entra nella nuova Formula BMW europea dove conquista un'altra vittoria e altri dieci podi arrivando secondo in classifica dietro a Esteban Gutiérrez.
Dopo due anni in Formula BMW, Wittmann è passato alla Formula 3 Euro Series dove ha corso dal 2009 al 2011. La stagione 2011 risulta la sua migliore, vince cinque gare e finisce sul podio per un totale di tredici volte e conclude la stagione al secondo posto nella classifica piloti dietro a Roberto Merhi. Lo stesso anno con il team Signature corre il Gran Premio di Macao arrivando terzo.

### DTM

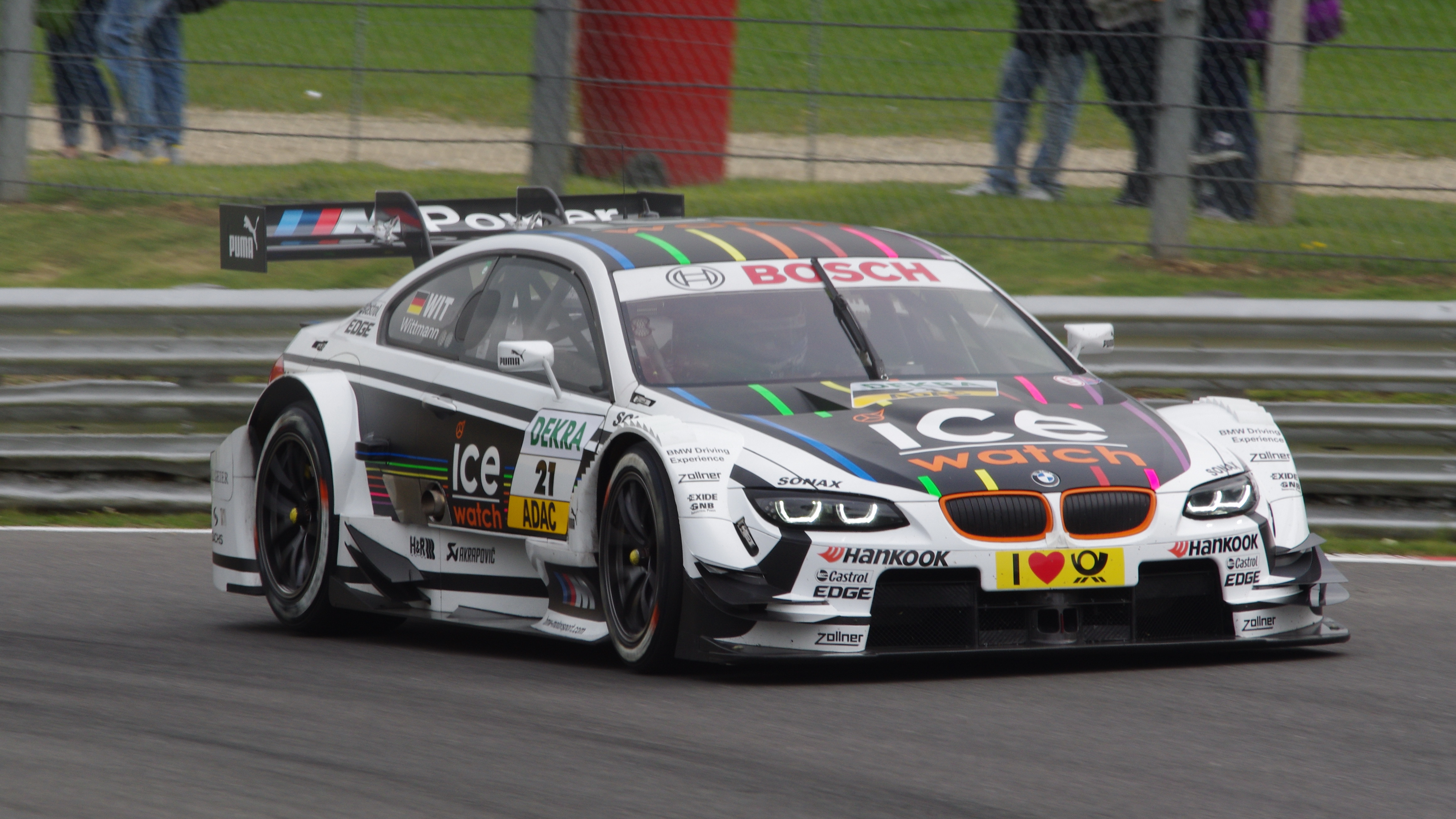
Marco Wittmann nel 2013 alla guida della BMW M3 DTM

Nel 2012, Wittmann lascia le corse in monoposto e passa alle auto GT, diventando collaudatore della BMW nel DTM e partecipando con il marchio tedesco alla 24 Ore del Nürburgring. Nel 2013 si unisce al Team MTEK per partecipare alla sua prima stagione nel DTM a guida della BMW M3 DTM. Wittmann conquista il suo primo podio alla terza gara della stagione, arrivando secondo al Red Bull Ring.

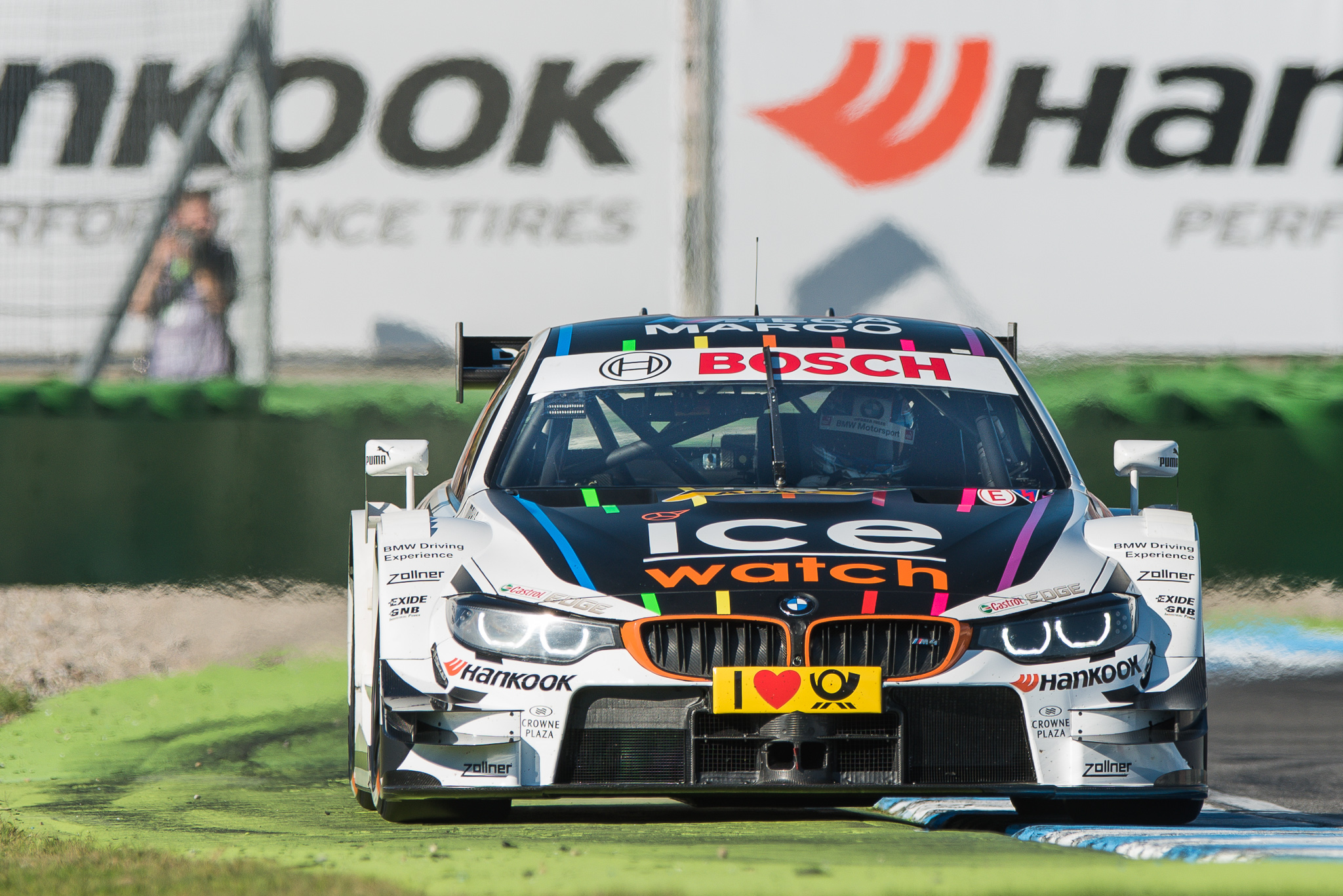
Marco Wittmann nel 2014 a Hockenheim, fresco vincitore del primo titolo in DTM

Nel 2014 si trasferisce al team Reinhold Motorsport sempre supportato dalla BMW. All'apertura della stagione al Hockenheimring, vince la sua prima gara nella serie. Seguono altre vittorie all'Hungaroring, a Spielberg e al Nürburgring. Nella terzultima gara, un sesto posto gli basta per conquistare prematuramente la vittoria assoluta, diventando così il più giovane campione tedesco DTM.
Nel 2015, Wittmann viene confermato dal team Reinhold. Come campione in carica, decide di usare l'1 come proprio numero (per il resto della carriera ha utilizzato l'11). I risultati sono inferiori rispetto all'anno precedente, conquista una sola vittoria a Zandvoort e altri due podi terminando la stagione al sesto posto. Nel 2016, Wittmann partecipa alla sua quarta stagione nel DTM. Conquista tre vittorie e dopo una stagione in continua battaglia, punto per punto con Edoardo Mortara vince il campionato con quattro punti di vantaggio sullo svizzero-italiano.

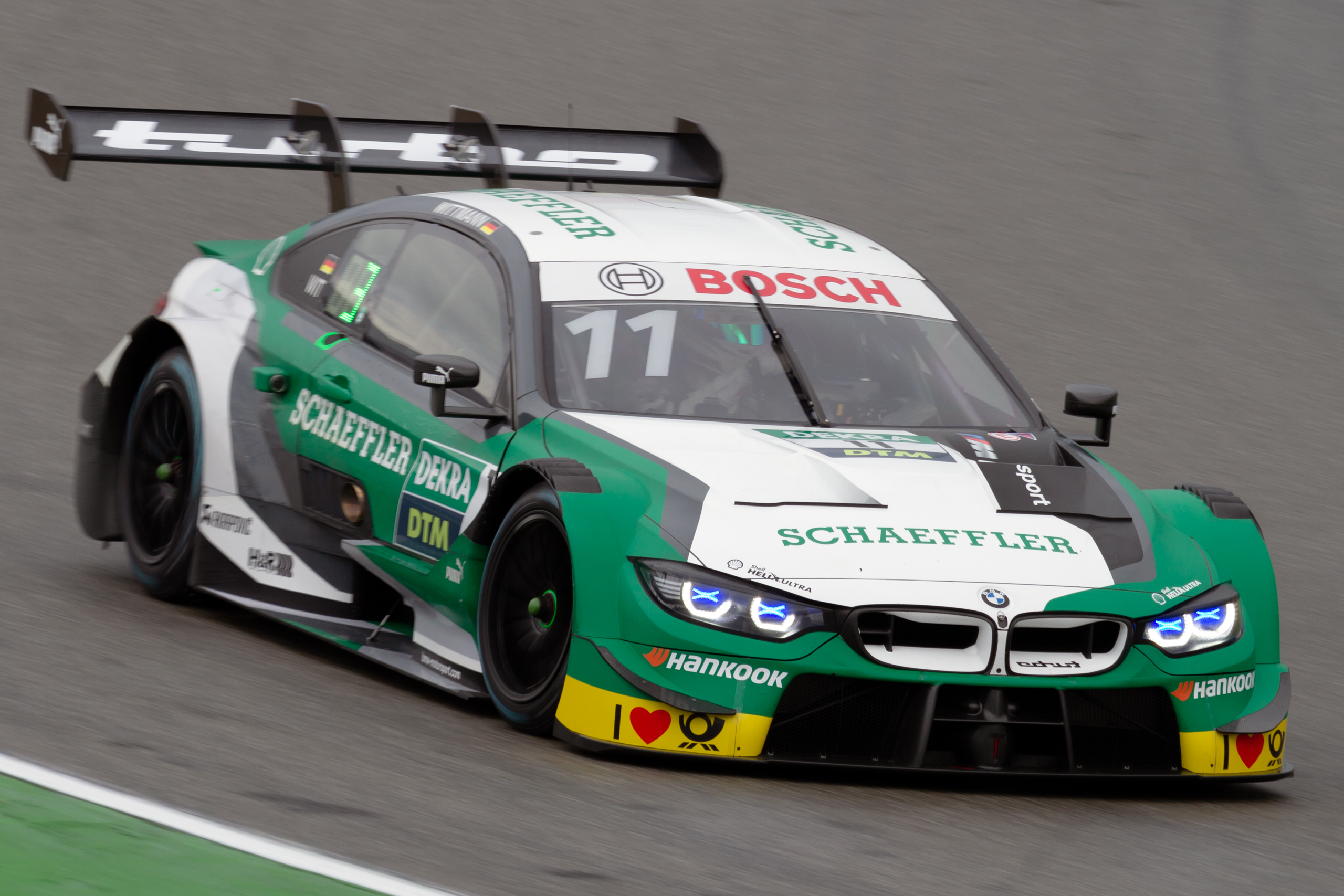
Marco Wittmann nel 2019 a guida della, BMW M6 GT3

Nel 2017 Wittmann ha la possibilità di passare alla Formula E ma decide di continuare nella serie GT, dove raggiunge la vittoria solo nel ultima gara stagionale al Hockenheimring, mentre nel 2018 conquista altre due vittorie e chiude quarto in classifica. L'anno successivo il pilota tedesco torna ad alti livelli, chiudendo terzo in campionato con quattro vittorie al attivo.
Nella stagione 2020 non raggiunge nessuna vittoria interrompendo la sua striscia positiva di sei stagioni con almeno una vittoria. Nel 2021 è un anno importante per il DTM con l'ingresso di nuovi marchi, tra cui Ferrari e Lamborghini, e Wittmann passa al team Walkenhorst Motorsport. A Zolder conquista la sua prima vittoria stagionale davanti a Maximilian Götz, la seconda vittoria arriva ad Assen battendo Mirko Bortolotti e Liam Lawson. Il tedesco chiude la stagione al quarto posto.
Nel 2022 continua con il team Walkenhorst, ottiene tre vittorie, due terzi posti e nel l'ultima gara stagionale al Hockenheimring ottiene la sua unica vittoria stagionale arrivando davanti a René Rast. Wittmann chiude la sua decima stagione nella serie al ottavo posto, secondo tra i piloti della BMW. Per la stagione 2023 corre con il team clienti della BMW, Project 1.

### Formula 1
Dopo aver vinto il campionato DTM nel 2014 viene premiato con un test di Formula 1 con il team Toro Rosso. Il test doveva effettuarsi sul Circuito di Imola a guida della STR7 utilizzata nella stagione 2012 di Formula 1, ma a causa della forte pioggia il test viene rinviato. Nel giugno dello stesso anno Wittmann ha la possibilità finalmente di scendere in pista con una vettura di Formula 1, la Toro Rosso STR10 al Red Bull Ring, il tedesco conquista il quarto tempo.

### BMW LMDh

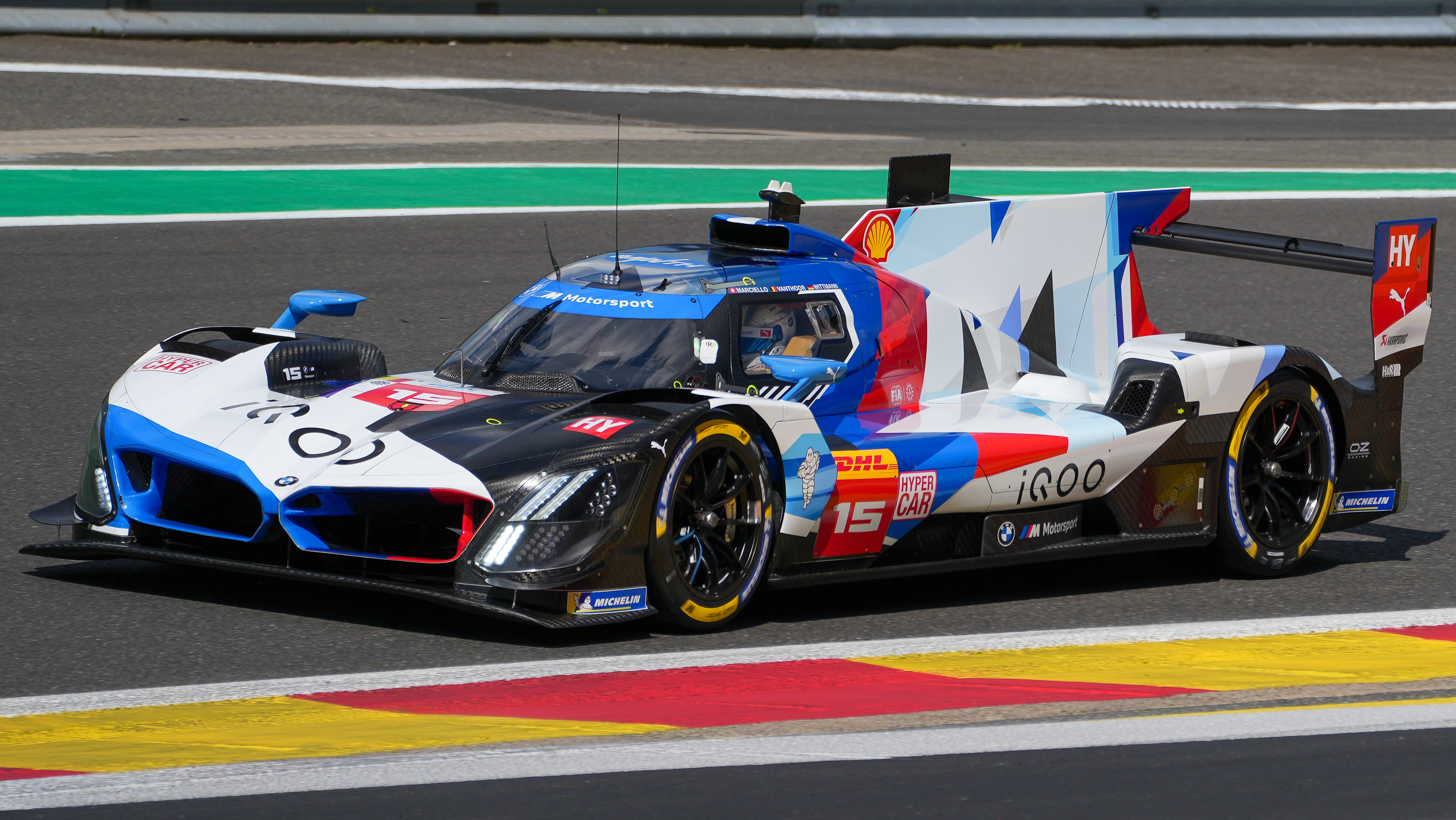
La BMW M Hybrid V8 di Wittmann durante la 6 ore di Spa 2024

Nel agosto del 2022 Wittmann è uno dei piloti tester della BMW M Hybrid V8, la nuova Le Mans Daytona Hybrid della BMW. Due mesi dopo viene scelto dal team Rahal Letterman Lanigan Racing per correre le gare di durata (Endurance Cup) del Campionato IMSA WeatherTech SportsCar. Wittmann già in passato ha corso nella serie, ma nel GT, sempre con la BMW, il tedesco come miglior risultato ha un terzo posto alla 24 Ore di Daytona del 2021. Nel 2023, oltre agli impegni con il prototipo, ottiene la vittoria assoluta della 24 Ore di Spa alla guida della BMW M4 GT3.
L'anno seguente con la Hybrid V8 partecipa alla stagione 2024 del WEC al fianco di Dries Vanthoor e Raffaele Marciello.

## Risultati

### Riassunto Carriera
| Stagione | Serie                                   | Team                            | Gare                        | Vittorie                    | Pole                        | Gpv                         | Podio                       | Punti                       | Pos.                        |
| -------- | --------------------------------------- | ------------------------------- | --------------------------- | --------------------------- | --------------------------- | --------------------------- | --------------------------- | --------------------------- | --------------------------- |
| 2007     | Formula BMW ADAC                        | Josef Kaufmann Racing           | 18                          | 2                           | 4                           | 2                           | 7                           | 570                         | 5°                          |
| 2008     | Formula BMW Europe                      | Josef Kaufmann Racing           | 16                          | 1                           | 1                           | 1                           | 11                          | 327                         | 2°                          |
| 2009     | Formula 3 Euro Series                   | Mücke Motorsport                | 20                          | 0                           | 0                           | 0                           | 0                           | 6                           | 16°                         |
| 2009     | Masters of Formula 3                    | Mücke Motorsport                | 1                           | 0                           | 0                           | 0                           | 0                           | 0                           | 26°                         |
| 2010     | Formula 3 Euro Series                   | Signature                       | 18                          | 1                           | 1                           | 2                           | 10                          | 76                          | 2°                          |
| 2010     | Gran Premio di Macao                    | Signature                       | 1                           | 0                           | 0                           | 0                           | 0                           | 0                           | 4°                          |
| 2010     | Masters of Formula 3                    | Signature                       | 1                           | 0                           | 0                           | 0                           | 1                           | 0                           | 3°                          |
| 2011     | Formula 3 Euro Series                   | Signature                       | 27                          | 5                           | 4                           | 5                           | 13                          | 285                         | 2°                          |
| 2011     | Gran Premio di Macao                    | Signature                       | 1                           | 0                           | 1                           | 1                           | 1                           | 0                           | 3°                          |
| 2011     | Masters of Formula 3                    | Signature                       | 1                           | 0                           | 0                           | 0                           | 1                           | 0                           | 2°                          |
| 2012     | 24 Ore del Nürburgring                  | BMW Team Vita4one               | 1                           | 0                           | 0                           | 0                           | 0                           | 0                           | 9°                          |
| 2013     | Deutsche Tourenwagen Masters            | BMW Team MTEK                   | 10                          | 0                           | 1                           | 2                           | 1                           | 49                          | 8°                          |
| 2014     | Deutsche Tourenwagen Masters            | BMW Team RMG                    | 10                          | 4                           | 3                           | 3                           | 5                           | 156                         | 1°                          |
| 2014     | 24 Ore del Nürburgring                  | BMW Sports Trophy Team Marc VDS | 1                           | 0                           | 0                           | 0                           | 0                           | 0                           | NC                          |
| 2015     | Deutsche Tourenwagen Masters            | BMW Team RMG                    | 18                          | 1                           | 1                           | 0                           | 3                           | 112                         | 6°                          |
| 2015     | 24 Ore del Nürburgring                  | BMW Sports Trophy Team Schubert | 1                           | 0                           | 0                           | 0                           | 0                           | 0                           | NC                          |
| 2015     | Formula 1                               | Scuderia Toro Rosso             | Terzo pilota / Collaudatore | Terzo pilota / Collaudatore | Terzo pilota / Collaudatore | Terzo pilota / Collaudatore | Terzo pilota / Collaudatore | Terzo pilota / Collaudatore | Terzo pilota / Collaudatore |
| 2016     | Deutsche Tourenwagen Masters            | BMW Team RMG                    | 18                          | 3                           | 3                           | 0                           | 6                           | 206                         | 1°                          |
| 2016     | IMSA - GTD Pro                          | Turner Motorsport               | 1                           | 0                           | 0                           | 0                           | 0                           | 0                           | NC                          |
| 2017     | Intercontinental GT Challenge           | BMW Team SRM                    | 1                           | 0                           | 0                           | 0                           | 0                           | 0                           | NC                          |
| 2017     | Deutsche Tourenwagen Masters            | BMW Team RMG                    | 18                          | 1                           | 1                           | 0                           | 5                           | 160                         | 5°                          |
| 2017     | Coppa del Mondo FIA GT                  | FIST Team AAI                   | 2                           | 0                           | 0                           | 0                           | 0                           | 0                           | 6°                          |
| 2017     | 24 Ore del Nürburgring                  | BMW Team Schnitzer              | 1                           | 0                           | 0                           | 0                           | 0                           | 0                           | 4°                          |
| 2018     | Deutsche Tourenwagen Masters            | BMW Team RMG                    | 20                          | 2                           | 1                           | 2                           | 6                           | 164                         | 4°                          |
| 2018     | Blancpain GT Series Endurance Cup       | Rowe Racing                     | 2                           | 0                           | 0                           | 0                           | 0                           | 0                           | NC                          |
| 2018     | 12 ore del Bathurst                     | BMW Team Schnitzer              | 1                           | 0                           | 0                           | 0                           | 0                           | 0                           | NC                          |
| 2019     | Deutsche Tourenwagen Masters            | BMW Team RMG                    | 18                          | 4                           | 4                           | 0                           | 7                           | 202                         | 3°                          |
| 2020     | Deutsche Tourenwagen Masters            | BMW Team RMG                    | 18                          | 0                           | 0                           | 1                           | 3                           | 95                          | 9°                          |
| 2021     | Deutsche Tourenwagen Masters            | Walkenhorst Motorsport          | 16                          | 2                           | 2                           | 1                           | 5                           | 171                         | 4°                          |
| 2021     | GT World Challenge Europe Endurance Cup | Walkenhorst Motorsport          | 1                           | 0                           | 0                           | 0                           | 0                           | 0                           | NC*                         |
| 2021     | IMSA - GTLM                             | BMW Team RLL                    | 1                           | 0                           | 0                           | 0                           | 1                           | 325                         | 12°                         |
| 2022     | Deutsche Tourenwagen Masters            | Walkenhorst Motorsport          | 18                          | 1                           | 0                           | 0                           | 3                           | 98                          | 8º                          |
| 2022     | IMSA - GTD Pro                          | BMW M Team RLL                  | 1                           | 0                           | 0                           | 0                           | 0                           | 238                         | 9°*                         |

* Stagione in corso.

### Risultati completi DTM
(legenda) (Le gare in grassetto indicano la pole position) (Le gare in corsivo indicano Gpv)
| Anno | Team                   | Vettura    | 1   | 2   | 3     | 4     | 5      | 6      | 7   | 8   | 9     | 10    | 11     | 12     | 13    | 14    | 15     | 16     | 17  | 18  | 19  | 20  | Punti | Pos. |
| ---- | ---------------------- | ---------- | --- | --- | ----- | ----- | ------ | ------ | --- | --- | ----- | ----- | ------ | ------ | ----- | ----- | ------ | ------ | --- | --- | --- | --- | ----- | ---- |
| 2013 | BMW Team MTEK          | BMW M3 DTM | HOC | BRH | RBR   | LAU   | NOR    | MSC    | NÜR | OSC | ZAN   | HOC   |        |        |       |       |        |        |     |     |     |     | 49    | 9º   |
| 2013 | BMW Team MTEK          | BMW M3 DTM | 9   | 4   | 2     | 21    | 10     | 15     | 7   | 12  | 5     | SQ    |        |        |       |       |        |        |     |     |     |     | 49    | 9º   |
| 2014 | BMW Team MTEK          | BMW M4 DTM | HOC | OSC | HUN   | NOR   | MSC    | RBR    | NÜR | LAU | ZAN   | HOC   |        |        |       |       |        |        |     |     |     |     | 156   | 1º   |
| 2014 | BMW Team MTEK          | BMW M4 DTM | 1   | 19  | 1     | 6     | 4      | 1      | 1   | 6   | 2     | 5     |        |        |       |       |        |        |     |     |     |     | 156   | 1º   |
| 2015 | BMW Team MTEK          | BMW M4 DTM | HOC | HOC | LAU   | LAU   | NOR    | NOR    | ZAN | ZAN | RBR   | RBR   | MSC    | MSC    | OSC   | OSC   | NÜR    | NÜR    | HOC | HOC |     |     | 112   | 6º   |
| 2015 | BMW Team MTEK          | BMW M4 DTM | 9   | 5   | 13    | 17    | 9      | 13     | 1   | 5   | 9     | 11    | 2      | 7      | 6     | 3     | 7      | 18     | 6   | Rit |     |     | 112   | 6º   |
| 2016 | BMW Team MTEK          | BMW M4 DTM | HOC | HOC | RBR   | RBR   | LAU    | LAU    | NOR | NOR | ZAN   | ZAN   | MSC    | MSC    | NÜR   | NÜR   | HUN    | HUN    | HOC | HOC |     |     | 206   | 1º   |
| 2016 | BMW Team MTEK          | BMW M4 DTM | 16  | 8   | 1     | 7     | 4      | 6      | 4   | 6   | 2     | 4     | 19     | 1      | 1     | 3     | 7      | SQ     | 2   | 4   |     |     | 206   | 1º   |
| 2017 | BMW Team MTEK          | BMW M4 DTM | HOC | HOC | LAU   | LAU   | HUN    | HUN    | NOR | NOR | MSC   | MSC   | ZAN    | ZAN    | NÜR   | NÜR   | RBR    | RBR    | HOC | HOC |     |     | 160   | 5º   |
| 2017 | BMW Team MTEK          | BMW M4 DTM | 10  | 3   | 13    | 9     | 8      | Rit    | 4   | 5   | 3     | 6     | 2      | SQ     | 9     | 3     | 5      | 6      | 13  | 1   |     |     | 160   | 5º   |
| 2018 | BMW Team MTEK          | BMW M4 DTM | HOC | HOC | LAU   | LAU   | HUN    | HUN    | NOR | NOR | ZAN   | ZAN   | BRH    | BRH    | MIS   | MIS   | NÜR    | NÜR    | RBR | RBR | HOC | HOC | 161   | 4º   |
| 2018 | BMW Team MTEK          | BMW M4 DTM | 112 | 11  | 7     | 2     | 16     | 1      | 3   | 1   | 7     | 17    | 9      | 5      | 9     | 13    | 5      | 3      | 7   | 13  | 16  | 21  | 161   | 4º   |
| 2019 | BMW Team MTEK          | BMW M4 DTM | HOC | HOC | ZOL   | ZOL   | MIS    | MIS    | NOR | NOR | ASS   | ASS   | BRH    | BRH    | LAU   | LAU   | NÜR    | NÜR    | HOC | HOC |     |     | 202   | 3º   |
| 2019 | BMW Team MTEK          | BMW M4 DTM | 1   | 82  | 71    | 13    | 1      | Rit    | 8   | Rit | 1     | 2     | 1      | 10     | 4     | 6     | 3      | Rit    | 2   | 12  |     |     | 202   | 3º   |
| 2020 | BMW Team MTEK          | BMW M4 DTM | SPA | SPA | LAU I | LAU I | LAU II | LAU II | ASS | ASS | NUR I | NUR I | NUR II | NUR II | ZOL I | ZOL I | ZOL II | ZOL II | HOC | HOC |     |     | 139   | 4º   |
| 2020 | BMW Team MTEK          | BMW M4 DTM | 4   | 5   | 11    | 5     | 6      | 11     | 4   | 11  | 4     | 3     | 9      | 7      | 8     | 2     | Rit    | 6      | 6   | 42  |     |     | 139   | 4º   |
| 2021 | Walkenhorst Motorsport | BMW M6 GT3 | MNZ | MNZ | LAU   | LAU   | ZOL    | ZOL    | NÜR | NÜR | RBR   | RBR   | ASS    | ASS    | HOC   | HOC   | NOR    | NOR    |     |     |     |     | 171   | 4º   |
| 2021 | Walkenhorst Motorsport | BMW M6 GT3 | 8   | 5   | 7     | 6     | 53     | 1      | 53  | 3   | 7     | 21    | 12     | 32     | Rit   | 11    | 12     | 7      |     |     |     |     | 171   | 4º   |
| 2022 | Walkenhorst Motorsport | BMW M6 GT3 | POR | POR | LAU   | LAU   | IMO    | IMO    | NOR | NOR | NÜR   | NÜR   | SPA    | SPA    | RBR   | RBR   | HOC    | HOC    |     |     |     |     | 98    | 8º   |
| 2022 | Walkenhorst Motorsport | BMW M6 GT3 | Rit | 4   | Rit   | 10    | 7      | 3      | Rit | 43  | 8     | 10    | 9      | 9      | 14    | 12    | 3      | 1      |     |     |     |     | 98    | 8º   |
| 2023 | Project 1              | BMW M4 GT3 | OSC | OSC | ZAN   | ZAN   | NOR    | NOR    | NÜR | NÜR | LAU   | LAU   | SAC    | SAC    | RBR   | RBR   | HOC    | HOC    |     |     |     |     | 90    | 13°  |
| 2023 | Project 1              | BMW M4 GT3 | Rit | 18  | 53    | 4     | 9      | 13     | 6   | 15  | 10    | 10    | 18     | 12     | 8     | 4     | 9      | 17     |     |     |     |     | 90    | 13°  |
| 2024 | Schubert Motorsport    | BMW M4 GT3 | OSC | OSC | LAU   | LAU   | ZAN    | ZAN    | NOR | NOR | NÜR   | NÜR   | SAC    | SAC    | RBR   | RBR   | HOC    | HOC    |     |     |     |     | 94*   |      |
| 2024 | Schubert Motorsport    | BMW M4 GT3 | Rit | 10  | 13    | 9     | 7      | 1      | 12  | 11  | 6     | 3     | 13     | SQ     | Rit   | 11    |        |        |     |     |     |     | 94*   |      |

* Stagione in corso.
† Il pilota non ha finito la gara, ma ha completato il 75% della distanza.

### Risultati 24 Ore di Daytona
| Anno | Team           | Co-piloti                                      | Auto            | Classe  | Giri | Pos. | Class Pos. |
| ---- | -------------- | ---------------------------------------------- | --------------- | ------- | ---- | ---- | ---------- |
| 2021 | BMW Team RLL   | John Edwards Augusto Farfus Jesse Krohn        | BMW M8 GTE      | GTLM    | 769  | 13°  | 3°         |
| 2022 | BMW Team RLL   | Philipp Eng Sheldon van der Linde Nick Yelloly | BMW M4 GT3      | GTD pro | 665  | 40°  | 9°         |
| 2023 | BMW M Team RLL | Colton Herta Philipp Eng Augusto Farfus        | BMW M Hybrid V8 | GTP     | 768  | 6°   | 6°         |

### Risultati nel WEC
| Anno    | Squadra        | Classe   | Vettura         | QAT | IMO | SPA | LMS | SÃO | COA | FUJ | BHR | Punti | Pos. |
| ------- | -------------- | -------- | --------------- | --- | --- | --- | --- | --- | --- | --- | --- | ----- | ---- |
| 2024    | BMW M Team WRT | Hypercar | BMW M Hybrid V8 | 14  | 18  | 11  | Rit | 9   | 8   | 2   | 5   | 39    | 14°  |
| Legenda |                |          |                 |     |     |     |     |     |     |     |     |       |      |

* Stagione in corso.

### Risultati 24 ore di Le Mans
| Anno | Team           | Co-piloti                         | Auto            | Classe   | giri | Pos. | Class Pos. |
| ---- | -------------- | --------------------------------- | --------------- | -------- | ---- | ---- | ---------- |
| 2024 | BMW M Team WRT | Dries Vanthoor Raffaele Marciello | BMW M Hybrid V8 | Hypercar | 102  | DNF  | DNF        |